# Kościół katolicki w Serbii
     Arcybiskupstwo Belgradu - zielony
     Biskupstwo Suboticy - żółty
     Biskupstwo Zrenjanu - beżowy
     Biskupstwo Sriremu - brązowy
     Biskupstwo Prizrenu-Prisztiny - różowy

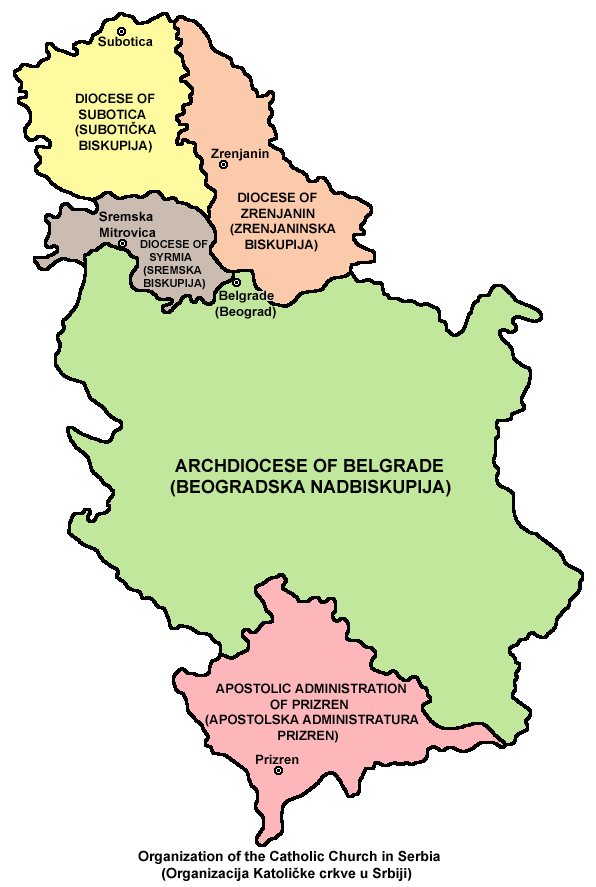
Mapa Serbii
Arcybiskupstwo Belgradu - zielony
Biskupstwo Suboticy - żółty
Biskupstwo Zrenjanu - beżowy
Biskupstwo Sriremu - brązowy
Biskupstwo Prizrenu-Prisztiny - różowy

Kościół katolicki w Serbii – wspólnota katolicka, uznająca zwierzchność papieża i będąca w pełnej łączności z Rzymem.
W Serbii żyje około 433 tysięcy wiernych Kościoła katolickiego co stanowi 6,2% populacji Serbii. Większość katolików mieszka w regionie Wojwodiny.
Kościół rzymskokatolicki skupiony jest w metropolii Belgradu, która składa się z:
- archidiecezji belgradzkiej
- diecezji Suboticy
- diecezji Zrenjanu
- diecezji Sriremu

oraz podległej bezpośrednio do Rzymu diecezji Prizrenu-Prisztiny.
Katolicy obrządku wschodniego zgrupowani są w eparchii św. Mikołaja w Ruskim Krsturze.